# Igor Marcondes
Igor Ribeiro Marcondes (* 16. Juni 1997 in Caraguatatuba) ist ein brasilianischer Tennisspieler.

## Karriere
Bei den Junioren schaffte es Marcondes bis auf Rang 55 der Weltrangliste.
2015 spielte er erste Turniere bei den Profis und gewann im Doppel zwei Titel auf der drittklassigen ITF Future Tour. Auch in den beiden folgenden Jahren 2016 und 2017 siegte er jeweils zweimal bei einem Turnier dieser Kategorie und schaffte im August 2016 mit Rang 526 seinen Karrierebestwert aufzustellen. Dreimal spielte er jeweils mit einer Wildcard bei einem Challenger-Turnier. In Curitiba gewann er im Einzel sein bislang einziges Match. Mitte 2017 schaffte der Brasilianer im Einzel mit Platz 704 seine beste Platzierung.
Sein bislang einziger Auftritt auf der ATP Tour erfolgte 2019 bei den Brasil Open an der Seite von Rafael Matos. Sie bekamen eine Wildcard fürs Doppel, wo sie zum Auftakt Andreas Mies und Maximilian Marterer unterlagen. Dies blieb sein bislang einziges Profiturnier in diesem Jahr.
Marcondes verstieß 2021 dreimal gegen die Anti-Doping-Regeln der ITIA, indem er seinen Aufenthaltsort nicht korrekt mitteilte und Tests verpasste. Daraufhin wurde er ab März 2022 für drei Jahre gesperrt.

## Erfolge
| Legende (Anzahl der Siege) |
| Grand Slam                 |
| ATP Finals                 |
| ATP Tour Masters 1000      |
| ATP Tour 500               |
| ATP Tour 250               |
| ATP Challenger Tour (2)    |

### Einzel

#### Turniersiege
| Nr. | Datum             | Turnier       | Belag | Finalgegner          | Ergebnis      |
| --- | ----------------- | ------------- | ----- | -------------------- | ------------- |
| 1.  | 12. Dezember 2021 | Florianópolis | Sand  | Hugo Dellien         | 6:2, 6:4      |
| 2.  | 16. Januar 2022   | Blumenau      | Sand  | Juan Bautista Torres | 3:6, 7:5, 6:1 |